# Махулинце
Махулинце (слч. Machulince) насељено је мјесто са административним статусом сеоске општине (слч. obec) у округу Злате Моравце, у Њитранском крају, Словачка Република.

## Становништво
| Година:    | 1994. | 2004.   | 2014.   | 2024.   |
| ---------- | ----- | ------- | ------- | ------- |
| Број људи: | 988   | 1037    | 1126    | 1087    |
| Разлика:   |       | +4,95 % | +8,58 % | -3,46 % |

| Година:    | 2023. | 2024.   |
| ---------- | ----- | ------- |
| Број људи: | 1090  | 1087    |
| Разлика:   |       | -0,27 % |

Према подацима о броју становника из 2011. године насеље је имало 1.040 становника.